# アウヴィーノ・ヴォルピ・ネト
アウヴィーノ・ヴォルピ・ネト（Alvino Volpi Neto、1992年8月1日 - ）はブラジル出身のサッカー選手。ポジションはゴールキーパー。

## 来歴
フィゲレンセFCの下部組織出身。
2014年、ECサント・アンドレに期限付き移籍。
2018年、コロンビアのカテゴリア・プリメーラAに所属するアメリカ・デ・カリへ加入。2019年シーズン、チームの優勝に大きく貢献しリーグのベストイレブンに選出された。
2020年1月23日、J1リーグ・清水エスパルスに完全移籍で加入。2月16日、ルヴァンカップ第1節、アウェイ川崎フロンターレ戦で清水エスパルスで先発に抜擢され、公式戦デビューを飾った。
その後のJ1第1節FC東京戦でもJ1デビューを飾ったが、腰痛などの怪我にも悩まされ、中断明けの試合は若手の梅田透吾や前年の正GK大久保択生にポジションを奪われ、2020年での契約満了が発表された。
2021年3月、母国ブラジルのコンコルジアACと契約した。

## 個人成績
| 国内大会個人成績 | 国内大会個人成績 | 国内大会個人成績 | 国内大会個人成績 | 国内大会個人成績 | 国内大会個人成績 | 国内大会個人成績 | 国内大会個人成績 | 国内大会個人成績 | 国内大会個人成績 | 国内大会個人成績 | 国内大会個人成績 |
| 年度             | クラブ           | 背番号           | リーグ           | リーグ戦         | リーグ戦         | リーグ杯         | リーグ杯         | オープン杯       | オープン杯       | 期間通算         | 期間通算         |
| 年度             | クラブ           | 背番号           | リーグ           | 出場             | 得点             | 出場             | 得点             | 出場             | 得点             | 出場             | 得点             |
| 日本             | 日本             | 日本             | 日本             | リーグ戦         | リーグ戦         | リーグ杯         | リーグ杯         | 天皇杯           | 天皇杯           | 期間通算         | 期間通算         |
| ---------------- | ---------------- | ---------------- | ---------------- | ---------------- | ---------------- | ---------------- | ---------------- | ---------------- | ---------------- | ---------------- | ---------------- |
| 2020             | 清水             | 32               | J1               | 1                | 0                | 2                | 0                |                  |                  |                  |                  |
| 通算             | 日本             | 日本             | J1               | 1                | 0                | 2                | 0                |                  |                  |                  |                  |
| 総通算           | 総通算           | 総通算           | 総通算           | 1                | 0                | 2                | 0                |                  |                  |                  |                  |

## タイトル

### クラブ
フィゲイレンセ
- カンピオナート・カタリネンセ: 2014, 2018

サント・アンドレ
- コパ・パウリスタ: 2014

アメリカ・デ・カリ
- カテゴリア・プリメーラA: 2019

ペニャロール
- プリメーラ・ディビシオン: 2021

### 個人
- カテゴリア・プリメーラAベストイレブン: アペルトゥーラ 2019[6]